# The Clique (grupo artístico)

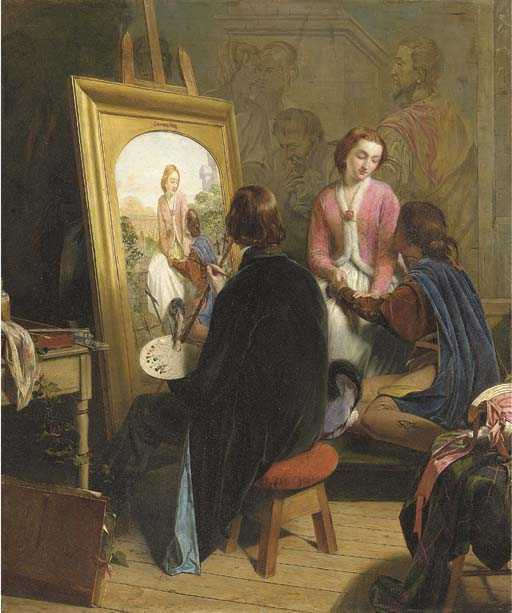
The Clique

The Clique ("La Pandilla") fue un grupo inglés de pintores victorianos fundado por Richard Dadd. 
Estaba formado, aparte de por el ya citado Dadd, por Augustus Egg, Alfred Elmore, William Powell Frith, Henry Nelson O'Neil, John Phillip y Edward Matthew Ward.
Se reunieron entre el final de la década de 1830 y principios de 1840, cuando el grupo se desunió al enfermar Dadd y ser encarcelado tras asesinar a su padre. Todos ingresaron en la Academia Real de Arte y siguieron exitoras carreras, y la Art Journal les apoyó.
Rechazaban el Academicismo en favor de la pintura de género cultivada ya anteriormente por William Hogarth y David Wilkie. En sus reuniones fijaban un tema y dibujaban sobre él pidiendo a no artistas que juzgasen los resultados, ya que rechazaban los criterios académicos. En los años cincuenta la mayoría de ellos se convirtió en enemigos declarados de la Hermandad Prerrafaelita, especialmente Frith y O'Neil, que escribieron mucho contra ella, aunque Egg se hizo amigo y partidario de William Holman Hunt. Los retratos de los miembros de The Clique fueron realizados por Patrick Allan-Fraser-Fraser para la Hospitalfield House en Arbroath. En los sesenta se fundó la St. John's Wood Clique, grupo de artistas de principios similares, aunque de vida menos bohemia, formado por Philip Hermogenes Calderon, George Dunlop Leslie, Henry Stacy Marks, George Augustus Storey, David Wilkie Wynfield, William Frederick Yeames y Frederick Goodall. Sus líderes eran Calderón, hijo de un emigrado liberal manchego, Juan Calderón, junto con Goodall, Storey y Yeames.
- Datos: Q2577030
- Multimedia: The Clique / Q2577030